# Gheorghe Banu
Gheorghe Banu (n. 23 martie 1889, Secuieni, Bacău – d. 15 august 1957, București) a fost un medic igenist român, care a îndeplinit funcția de ministru al sănătății și ocrotirii sociale în Guvernul Octavian Goga (1937-1938), fondator și director al Revistei de igienă socială (1931-1944).

## Biografie

### Educație
A fost medic de puericultură la București (1919) , a efectuat studii de specializare în medicină infantilă, fiziologie, bacteorologie și imunologie la Paris (1919-1921), aici obține titlul de doctor în științe cu teza Recherches physiologiques sur le développement neuromusculair chez l'homme et l'animal.

### Activitate profesională
Doctor docent al Facultății de medicină din București, în specialitatea patologie infantilă, Gheorghe Banu a fost medic diriginte al serviciului copiilor găsiți ai Bucureștiului între anii 1925-1927. Între anii 1927-1945 a fost șeful secției de igienă și sănătate publică din București, iar între 1943-1945 a fost directorul aceluiași institut.
Din 1936 Gheorghe Banu este membru titular al Academiei de Medicină din București. A fost și secretar general al Ministerului Sănătății între 1925-1928, iar între 1937-1938 Ministru al Sănătății.

## Distincții
- Ordinul Meritul Cultural, în gradul de Cavaler clasa I, pentru opere sociale (1 februarie 1943)[1]